# Casa de los Balcones
La Casa de los Balcones o Casa Fonseca es una casa de La Orotava, en la isla de Tenerife en el archipiélago español de las Islas Canarias, característica por sus balcones y patio interior de madera tallada. Se construyó en el año 1632 (y culminó en el año 1675).

## Descripción
La fachada es de tres plantas, con balcón corrido en la parte superior y cinco balcones en la segunda planta, todo ello hecho de madera. En él hay un patio al aire libre con mucha vegetación.
Tiene un complejo artesanal de calados de los más importantes en Canarias. Además tiene centro de enseñanza, fomento y divulgación de las labores artesanales típicas para que éstas no se pierdan. Estas actividades, docentes, museísticas y al mismo tiempo comerciales, constituyen la razón por la que sigue viva. Sus productos artesanos destinados a la venta hacen que miles de personas visiten sus numerosos departamentos.
En la casa de los balcones se encuentra la Artesanía de Eladia Machado, taller de caladoras fundado en 1932. En sus amplios salones pueden verse los artesanos realizando las típicas labores del calado, cestería, bordados, etc. Se ha convertido en una oferta turística más en el norte de Tenerife. Y ofrece gran variedad de productos típicos canarios como los calados, bordados, cerámica y trajes típicos.